# Eleccions a l'Assemblea Nacional de Gal·les de 2016
Les eleccions a l’Assemblea Nacional de Gal·les de 2016 se celebbraren el dijous 5 de maig de 2016 per triar els parlamentaris de l’Assemblea Nacional de Gal·les, coneguda hui en dia com Senedd Cymru. Fou la cinquena elecció per triar la cambra des de la devolució de poders als anys 90.
El governant Partit Laborista va perdre un 7% dels vots i un escó respecte a les de 2011, aconseguint un grup parlamentari de 29 laboristes, a dos escons d’aconseguir la majoria absoluta. Plaid Cymru va aconseguir ser el segon partit de l’assemblea i l’oposició oficial amb 12 escons, un augment d’un respecte les últimes eleccions. El Partit Conservador va caure tres escons i obtingué un resultat d’11 parlamentaris, i l'UKIP aconseguí 7 escons, encara que cap victòria en les circumscripcions uninominals. Els Liberal Demòcrates es quedaren amb un escó.
Les eleccions se celebraren el mateix dia que les eleccions al Parlament escocès, a l'Assemblea d’Irlanda del Nord, a l'Assemblea de Londres i el seu alcalde, i altres autoritats locals d’Anglaterra.

## Sistema electoral
Per les eleccions a l’Assemblea de Gal·les, cada votant té dos vots en un sistema de representació proporcional mixta. El primer vot és per un candidat que esdevé membre de l’assemblea per la circumscripció local del votant, triat pel sistema majoritari. El segon vot és per una llista tancada regional de candidats. S'hi afigen escons addicionals des de les llistes a partir del mètode d’Hondt, tenint en compte els escons obtesos en les circumscripcions uninominals. El resultat global és, aproximadament, proporcional.
Anteriorment, no estava permès el fet de ser candidat en la circumscripció uninominal i en la llista regional al mateix temps, però aquesta norma es va avbolit per l’acta de Gal·les de 2014. Aquesta llei també va introduir la prohibió del dobles mandats entre la Cambra dels Comuns i l’Assemblea Nacional, és a dir, que ningú pot ocupar un escó en les dues cambres al mateix temps.
Els ciutadans britànics, irlandesos, europeus i de la Commonwealth vivint a Gal·les i majors de 18 anys tenien dret a votar.

## Resultats
| Partit | Partit                                        | Uninominals | Uninominals | Uninominals | Uninominals | Uninominals | Llista Regional | Llista Regional | Llista Regional | Llista Regional | Llista Regional | Escons totals | Escons totals | Escons totals |
| ------ | --------------------------------------------- | ----------- | ----------- | ----------- | ----------- | ----------- | --------------- | --------------- | --------------- | --------------- | --------------- | ------------- | ------------- | ------------- |
| Partit | Partit                                        | Vots        | %           | +/-         | Escons      | +/-         | Vots            | %               | +/-             | Escons          | +/-             | Total         | +/-           | % d'escons    |
|        | Partit Laborista                              | 353.866     | 34,7        | ▼7,6        | 27          | ▼1          | 319.196         | 31,5            | ▼5,4            | 2               | –               | 29            | ▼1            | 48,3          |
|        | Plaid Cymru                                   | 209.376     | 20,5        | ▲1,3        | 6           | ▲1          | 211.548         | 20,8            | ▲2,9            | 6               | –               | 12            | ▲1            | 20,0          |
|        | Partit Conservador                            | 215.597     | 21,1        | ▼3,9        | 6           | –           | 190.846         | 18,8            | ▼3,7            | 5               | ▼3              | 11            | ▼3            | 18,3          |
|        | UKIP                                          | 127.038     | 12,5        | N/A         | 0           | –           | 132.138         | 13              | ▲8,4            | 7               | ▲7              | 7             | ▲7            | 11,7          |
|        | Liberal Demòcrates                            | 78.165      | 7,7         | ▼2,9        | 1           | –           | 65.504          | 6,5             | ▼1,5            | 0               | ▼4              | 1             | ▼4            | 1,7           |
|        | Partit per l'Abolició de l'Assemblea Gal·lesa | –           | –           | –           | –           | –           | 44.286          | 4,4             | N/A             | 0               | –               | 0             | –             | 0,0           |
|        | Verds                                         | 25.202      | 2,5         | ▲2,3        | 0           | –           | 30.211          | 3,0             | ▼0,4            | 0               | –               | 0             | –             | 0,0           |
|        | Monster Raving Loony                          | –           | –           | –           | –           | –           | 5.743           | 0,6             | ▲               | 0               | –               | 0             | –             | 0,0           |
|        | Associació de Gal·lesos Independents          | –           | –           | –           | –           | –           | 2.897           | 0,3             | N/A             | 0               | –               | 0             | –             | 0,0           |
|        | Igualtat de les Dones                         | –           | –           | –           | –           | –           | 2.807           | 0,3             | N/A             | 0               | –               | 0             | –             | 0,0           |
|        | Comunistes                                    | –           | –           | –           | –           | –           | 2.452           | 0,2             | ▼               | 0               | –               | 0             | –             | 0,0           |
|        | Coalició Sindicalista i Socialista            | –           | –           | –           | –           | –           | 2.040           | 0,2             | –               | 0               | –               | 0             | –             | 0,0           |
|        | Independents                                  | 8.670       | 0,9         | ▼0.4        | 0           | –           | 1.577           | 0,2             | ▲               | 0               | –               | 0             | –             | 0,0           |
|        | La Gent Primer                                | –           | –           | –           | –           | –           | 1.496           | 0,1             | N/A             | 0               | –               | 0             | –             | 0,0           |
|        | Partit Cristià Gal·lès                        | –           | –           | –           | –           | –           | 1.103           | 0,1             | ▼               | 0               | –               | 0             | –             | 0,0           |
|        | Altres                                        | 1.469       | 0,1         | ▼1,2        | 0           | –           | 899             | 0,1             | ▼               | 0               | –               | 0             | –             | 0,0           |

### Resum dels resultats
| Vot Popular | Vot Popular | Vot Popular | Vot Popular | Vot Popular |
| ----------- | ----------- | ----------- | ----------- | ----------- |
|             |             |             |             |             |

| <div style="background-color:#31.5; width: Error de l'expressió: Signe de puntuació no reconegut "'"px; height: 12px;"> | 1. DC241F |

| <div style="background-color:#20.8; width: Error de l'expressió: Paraula no reconeguda "plaid".px; height: 12px;"> | 1. 3F8428 |

| <div style="background-color:#18.8; width: Error de l'expressió: Paraula no reconeguda "partit".px; height: 12px;"> | 1. 0087DC |

| <div style="background-color:#13.0; width: Error de l'expressió: Paraula no reconeguda "ukip".px; height: 12px;"> | 1. 70147A |

| <div style="background-color:#6.5; width: Error de l'expressió: Paraula no reconeguda "liberaldem".px; height: 12px;"> | 1. FAA61A |

| <div style="background-color:#4.4; width: Error de l'expressió: Paraula no reconeguda "partit".px; height: 12px;"> | darkred |

| <div style="background-color:#3.0; width: Error de l'expressió: Paraula no reconeguda "verds".px; height: 12px;"> | 1. 6AB023 |

| <div style="background-color:#2.0; width: Error de l'expressió: Paraula no reconeguda "altres".px; height: 12px;"> | darkgray |

| % Escons | % Escons | % Escons | % Escons | % Escons |
| -------- | -------- | -------- | -------- | -------- |
|          |          |          |          |          |

| <div style="background-color:#48.3; width: Error de l'expressió: Signe de puntuació no reconegut "'"px; height: 12px;"> | 1. DC241F |

| <div style="background-color:#20; width: Error de l'expressió: Paraula no reconeguda "plaid".px; height: 12px;"> | 1. 3F8428 |

| <div style="background-color:#18.3; width: Error de l'expressió: Paraula no reconeguda "partit".px; height: 12px;"> | 1. 0087DC |

| <div style="background-color:#11.7; width: Error de l'expressió: Paraula no reconeguda "ukip".px; height: 12px;"> | 1. 70147A |

| <div style="background-color:#1.7; width: Error de l'expressió: Paraula no reconeguda "liberaldem".px; height: 12px;"> | 1. FAA61A |

### Resum dels resultats per regions i escons uninominals

#### Gal·les Central i Occidental
| Districte | Districte                              | Candidat Triat     | Resultat                    |
| --------- | -------------------------------------- | ------------------ | --------------------------- |
|           | Brecon and Radnorshire                 | Kirsty Williams    | Liberal Demòcrates mantenen |
|           | Carmarthen East and Dinefwr            | Adam Price         | Plaid Cymru manté           |
|           | Camarthen West and South Pembrokeshire | Angela Burns       | Partit Conservador manté    |
|           | Ceredigion                             | Elin Jones         | Plaid Cymru manté           |
|           | Dwyfor Meirionnydd                     | Dafydd Elis-Thomas | Plaid Cymru manté           |
|           | Llanelli                               | Lee Waters         | Partit Laborista manté      |
|           | Montgomeryshire                        | Russell George     | Partit Conservador manté    |
|           | Preseli Pembrokeshire                  | Paul Davies        | Partit Conservador manté    |

| Partit | Partit             | Escons | +/- | Vots   | %     | +/- % |
| ------ | ------------------ | ------ | --- | ------ | ----- | ----- |
|        | Plaid Cymru        | 2      | –   | 56.754 | 26,3% | 0,5%  |
|        | Partit Conservador | 0      | –   | 44.461 | 20,6% | 4,6%  |
|        | Partit Laborista   | 2      | –   | 41.975 | 19,4% | 3,1%  |
|        | UKIP               | 1      | ▲1  | 25.042 | 11,6% | ▲7,2% |
|        | Liberal Demòcrates | 0      | 1   | 23.554 | 10,9  | 1,9%  |

#### Gal·les Septentrional
| Districte | Districte        | Candidat triat       | Resultat                 |
| --------- | ---------------- | -------------------- | ------------------------ |
|           | Aberconwy        | Janet Finch-Saunders | Partit Conservador manté |
|           | Alyn and Deeside | Carl Sargeant        | Partit Laborista manté   |
|           | Arfon            | Siãn Gwenllian       | Plaid Cymru manté        |
|           | Clwyd South      | Ken Skates           | Partit Laborista manté   |
|           | Clwyd West       | Darren Millar        | Partit Conservador manté |
|           | Delyn            | Hannah Blythyn       | Partit Laborista manté   |
|           | Vale of Clwyd    | Ann Jone             | Partit Laborista manté   |
|           | Wrexham          | Lesley Griffiths     | Partit Laborista manté   |
|           | Ynys Môn         | Rhun ap Iorwerth     | Plaid Cymru manté        |

| Partit | Partit             | Escons | +/- | Vots   | %     | +/-%  |
| ------ | ------------------ | ------ | --- | ------ | ----- | ----- |
|        | Partit Laborista   | 0      | –   | 57.528 | 28,1% | 4%    |
|        | Plaid Cymru        | 1      | –   | 47.701 | 23,3% | ▲1,9% |
|        | Partit Conservador | 1      | 1   | 45.468 | 22,2% | 4,5%  |
|        | UKIP               | 2      | ▲2  | 25.518 | 12,5% | ▲7,5% |
|        | Liberal Demòcrates | 0      | 1   | 9.345  | 4,6   | 1,3%  |

#### Gal·les Sud Central
| Districte | Districte                 | Candidat triat  | Resultat                               |
| --------- | ------------------------- | --------------- | -------------------------------------- |
|           | Cardiff Central           | Jenny Rathbone  | Partit Laborista manté                 |
|           | Cardiff North             | Julie Morgan    | Partit Laborista manté                 |
|           | Cardiff South and Penarth | Vaughan Gething | Partit Laborista manté                 |
|           | Cardiff West              | Mark Drakeford  | Partit Laborista manté                 |
|           | Cynon Valley              | Vikki Howells   | Partit Laborista manté                 |
|           | Pontypridd                | Mick Antoniw    | Partit Laborista manté                 |
|           | Rhondda                   | Leanne Wood     | Plaid Cymru guanya al Partit Laborista |
|           | Vale of Glamorgan         | Jane Hutt       | Partit Laborista manté                 |

| Partit | Partit             | Escons | +/- | Vots   | %     | +/-%  |
| ------ | ------------------ | ------ | --- | ------ | ----- | ----- |
|        | Partit Laborista   | 0      | –   | 78.366 | 33,9% | ▼7,1% |
|        | Plaid Cymru        | 1      | –   | 48.357 | 20,9% | ▲7,2% |
|        | Partit Conservador | 2      | –   | 42.185 | 18,3% | ▼3,7% |
|        | UKIP               | 1      | ▲1  | 23.958 | 10,4% | ▲6,4% |
|        | Liberal Demòcrates | 0      | ▼1  | 14.875 | 6,4%  | ▼1,5% |

#### Gal·les Sud Oriental
| Districte | Districte                  | Candidat triat   | Resultat                 |
| --------- | -------------------------- | ---------------- | ------------------------ |
|           | Bblawnau Gwent             | Alun Davies      | Partit Laborista manté   |
|           | Caerphilly                 | Hefin David      | Partit Laborista manté   |
|           | Islwyn                     | Rhianon Passmore | Partit Laborista manté   |
|           | Merthyr Tydfil and Rhymnew | Dawn Bowden      | Partit Laborista manté   |
|           | Monmouth                   | Nick Ramsay      | Partit Conservador manté |
|           | Newport East               | John Griffiths   | Partit Laborista manté   |
|           | Newport West               | Jayne Bryant     | Partit Laborista manté   |
|           | Torfaen                    | Lynne Neagle     | Partit Laborista manté   |

| Partit | Partit             | Escons | +/- | Vots   | %     | +/-%   |
| ------ | ------------------ | ------ | --- | ------ | ----- | ------ |
|        | Partit Laborista   | 0      | –   | 74.424 | 38,3% | 7,3%   |
|        | UKIP               | 2      | ▲2  | 34.524 | 17,8% | ▲12,5% |
|        | Partit Conservador | 1      | 1   | 33.318 | 17,2% | 2,4%   |
|        | Plaid Cymru        | 1      | 1   | 29.689 | 15,3% | ▲3,2%  |

#### Gal·les Sud Occidental
| Districte | Districte    | Candidat triat     | Resultat               |
| --------- | ------------ | ------------------ | ---------------------- |
|           | Aberavon     | David Rees         | Partit Laborista manté |
|           | Bridgend     | Carwyn Jones       | Partit Laborista manté |
|           | Gower        | Rebecca Evans      | Partit Laborista manté |
|           | Neat         | Jeremy Miles       | Partit Laborista manté |
|           | Ogmore       | Huw Irranca-Davies | Partit Laborista manté |
|           | Swansea East | Mike Hedges        | Partit Laborista manté |
|           | Swansea West | Julie James        | Partit Laborista manté |

| Partit | Partit             | Escons | +/- | Vots   | %     | +/- % |
| ------ | ------------------ | ------ | --- | ------ | ----- | ----- |
|        | Partit Laborista   | 0      | –   | 66.903 | 39,5% | 6,9%  |
|        | Plaid Cymru        | 2      | ▲1  | 29.050 | 12,2% | ▲3,4  |
|        | Partit Conservador | 1      | 1   | 24.414 | 15%   | 2,8%  |
|        | UKIP               | 1      | ▲1  | 23.096 | 13,7% | ▲9,4% |
|        | Liberal Demòcrates | 0      | 1   | 10.946 | 6,5%  | -0,5% |

### Mapes del resultat.
A l'esquerra tenim el mapa dels resultats en els districtes uninominals i a la dreta el mapa dels resultats del vot regional.
1. ↑  «Welsh Assembly election 2016 results - BBC News» (en anglès britànic). [Consulta: 4 febrer 2021].